# Cat and Fiddle Inn

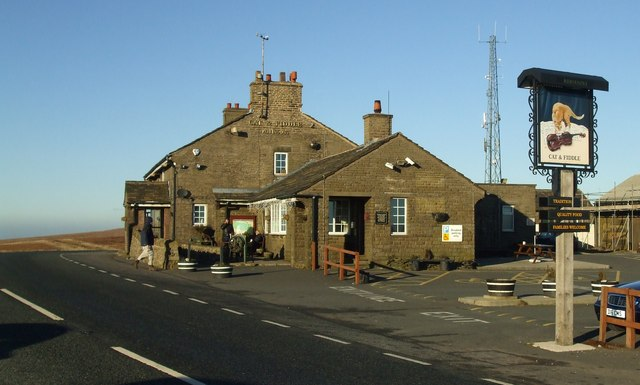
Cat and Fiddle Inn

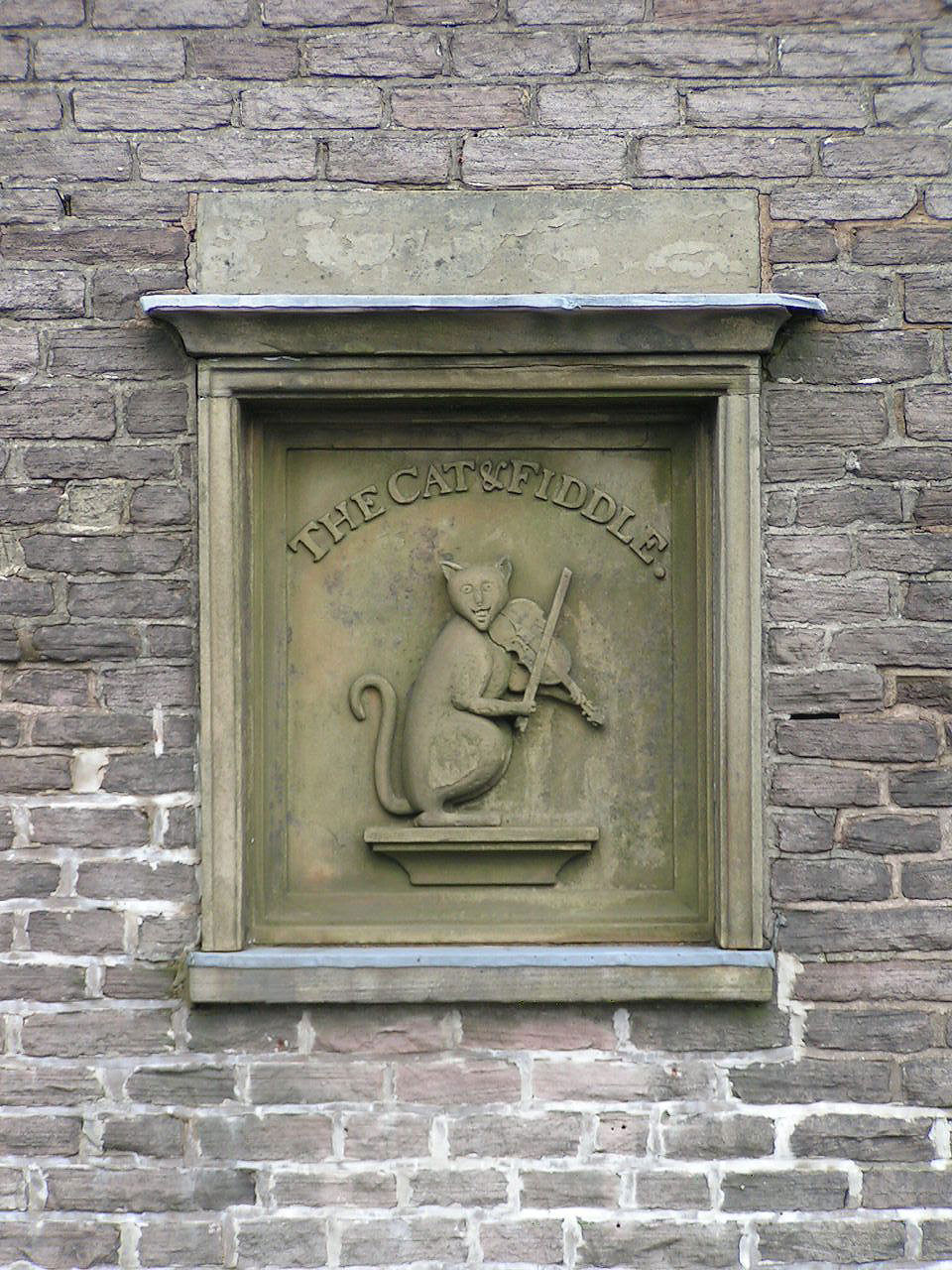
Tabliczka przy wejściu

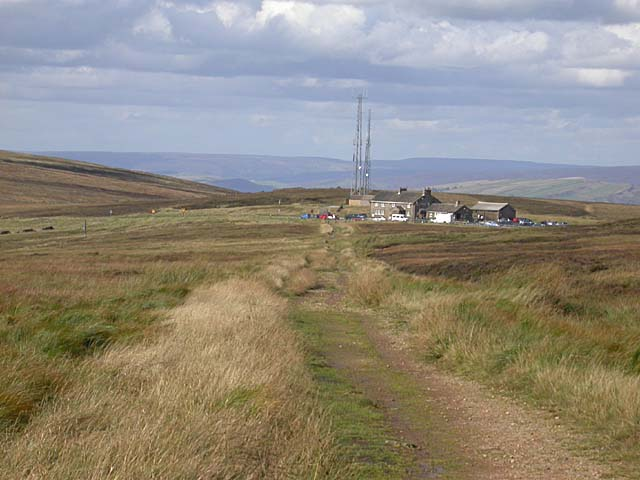
Widok od południa

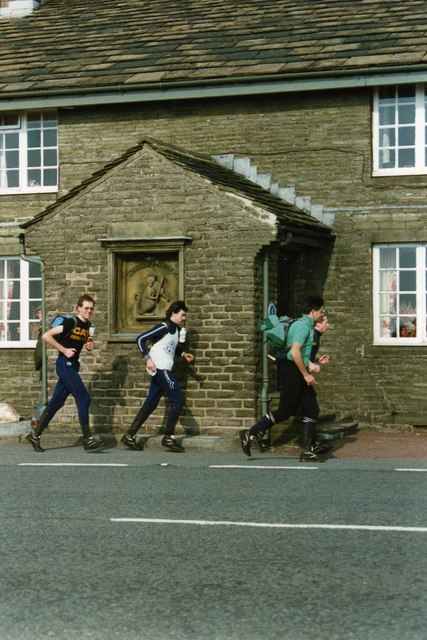
Four Inns Walk

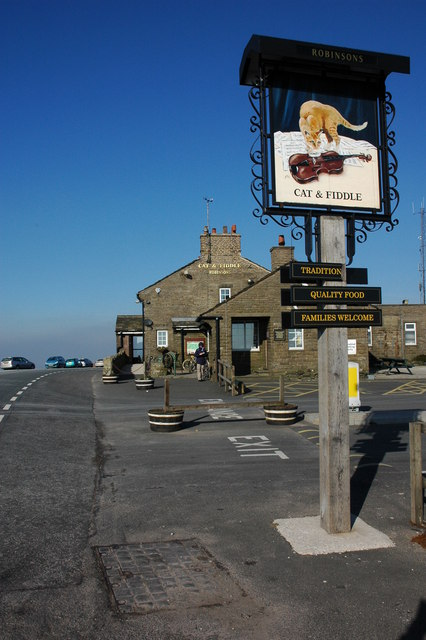
Pub wraz z fragmentem drogi A537 – Cat and Fiddle Road

Cat and Fiddle Inn – drugi pod względem wysokości położenia (515 m n.p.m.) pub lub gospoda w Anglii. Gospoda znajduje się na wschodnim krańcu Cheshire w Parku Narodowym Peak Disctrict przy drodze A537, znanej jako Cat and Fiddle Road, na zachód od granicy hrabstw Derbyshire i Cheshire, w zachodniej części wrzosowiska Axe Edge Moor. Jest najbardziej znanym pubem należącym do sieci Robinsons, a odwiedził go m.in. Fred Dibnah, kiedy prowadził drogą zabytkowy walec drogowy z napędem parowym.

## Wysokość n.p.m.
Przez wiele lat był uważany za najwyżej położony pub w Anglii, jednak badania oficjalne wykazały, że znajduje się on na wysokości 515 m n.p.m. Ekipa agencji Ordnance Survey umieściła na frontowej ścianie pubu reper w dokładnie wymierzonym miejscu. Znajduje się on na wysokości 515,1984 m n.p.m., i 0,4 m nad poziomem gruntu.
Niezależne badania zlecone przez właściciela dały wynik 540 m n.p.m., co stawiałoby pub wyżej niż Tan Hill Inn w hrabstwie North Yorkshire, leżący na wysokości 528 m n.p.m., uważany za najwyżej położony pub w Anglii.

## Nazwa
Wiele pubów w Wielkiej Brytanii nosi nazwę Cat and Fiddle. Istnieją różne wyjaśnienia etymologiczne tej nazwy: 
1. niektórzy uważają, że powstała w wyniku zniekształcenia francuskiego le chat fidèle (wierny kot), jednak ta wersja jest nieprzekonująca[11];
2. inni (w tym słownik Brewer's Dictionary of Phrase and Fable z 1898[12]) sądzą, że pochodzi od imienia Caton le Fidèle. Rycerz Caton, XVI-wieczny zarządca Calais, w czasie wojny z Francją trzymał miasto dla Anglików. Po wojnie podległy mu żołnierz szukał nazwy dla pubu i według legendy przyśniła mu się wojna i jego dowódca, toteż nazwał pub jego imieniem[11][13]. Powstał nawet wiersz mówiący o pochodzeniu nazwy pubu od imienia tego rycerza[14];
3. trzecia teoria mówi, że nazwa wywodzi się od Catherine la Fidèle (Katarzyny Aragońskiej, jednej z żon Henryka VIII)[10];
4. fiddle w nazwie mogło wziąć się od zamiłowania często przejeżdżającego tędy Diuka Devonshire do gry na skrzypcach. Według legendy, grywał on na skrzypcach na opustoszałym wrzosowisku, aby nie drażnić nikogo swoją grą[15];
5. inna teoria mówi, że William Cavendish, 6. książę Devonshire podarował właścicielowi pubu w 1857 fotografię kota i skrzypiec[15];
6. kolejne wyjaśnienie to odwołanie się do dziecięcej rymowanki[13]:

Hey diddle, diddle,
The cat and the fiddle,
The Cow jumped over the moon,
The little dog laughed to see such fun
And the dish ran away with the spoon.
– to wyjaśnienie było przyjmowane już w 1895 roku. Według publikacji w ówczesnej gazecie, właściciel w czasie rozmowy z przyjacielem nawiązał do treści wierszyka, mówiąc: "as the place is high enough for a cow to jump over the moon, as one did in the old nursery rhyme, why not call it the Cat and Fiddle."

## Historia
Cat and Fiddle zbudował John Ryle, ojciec pierwszego biskupa Liverpoolu Johna Charlesa Ryle'a, bankier z Macclesfield (siedziba jego banku Daintry and Ryle mieściła się przy Park Green) i właściciel majątku Errwood. Pub został zbudowany ok. 1830. Dokładna data budowy nie jest znana, ale w 1831 był opisany jako „nowy budynek”. Znalazł się na ziemi nabytej przez Samuela Grimshawe'a II od Johna Williama Jodrella z Yeardsley Hall w 1835 i po sporze o granice gruntu został podarowany właścicielowi przez Duke of Devonshire w 1857.
Do początku XXI w. budynek został rozbudowany do dwukrotnej długości, a wmurowana dekoracja z kotem i skrzypcami została przeniesiona ze ściany pierwszego piętra do ganku na poziomie parteru.

## Pub obecnie
Pub jest miejscem odpoczynku dla turystów, obsługując osoby w odzieży sportowej w jednej sali, zaś imprezy grupowe i rodzinne odbywają się w osobnym pomieszczeniu. Z wnętrza pubu można obserwować pejzaż parku narodowego Peak District ze szczytem Shining Tor pośrodku i górami północnej Walii na horyzoncie. Na pobliskiej łące lądują helikoptery; czasem przelot zamówiony jest jako prezent na urodziny, lecz bywają to też helikoptery ratownicze wezwane do wypadków na drodze.
W czasie opadów śniegu droga Cat and Fiddle Road bywa zamknięta i pub jest wówczas odcięty od świata – np. od stycznia do połowy lutego 2009 była zamknięta czterokrotnie. Właściciele otrzymują częste telefony od potencjalnych klientów z zapytaniem, czy droga jest czynna.
Gospoda jest ostatnią na 45-milowym (72 km) szlaku Four Inns Walk, odbywającego się co roku wiosną (zwykle w czasie Wielkanocy) marszu po wrzosowiskach w kierunku północnym.

## Cat and Fiddle Road
Od nazwy gospody nazwano przebiegającą obok niej drogę Cat and Fiddle Road: odcinek drogi A537, łączącej Macclesfield na zachodzie z Buxton na jej wschodnim końcu, znaną z wielu ostrych zakrętów. Droga jest popularna wśród motocyklistów jako wyzwanie dla ich umiejętności technicznych. Badania The Automobile Association w 2003 uznały ją za najbardziej niebezpieczną w Wielkiej Brytanii, następnie w latach 2007, 2008, 2010 i 2011 EuroRAP uznawał ją za najbardziej niebezpieczną w Anglii, nawet jeśli pominąć wypadki z udziałem motocyklistów (stanowiące 62%). Na drodze obowiązuje ograniczenie prędkości do 50 mph (80 km/h).